# 中国科学院国家科学数字图书馆
中科院国家科学数字图书馆（英文缩写：CSDL）是服务于中国科学院全院网络的科技信息服务环境。通过CSDL，可以登录因特网免费使用30多个科学文献数据库，并获得随易通、文献传递、参考咨询和跨库检索等近10项网络化服务。

## 特色
截止2004年12月，CSDL为全院开通近30个数据库。类型有外文期刊全文数据库、文摘数据库、引文数据库、事实数据库、西文学位论文全文数据库、中文科技期刊数据库、中文电子图书库、科学文献数据库。
CSDL提供13种外文全文数据库，覆盖了2863种核心期刊，6409种西文会议录。内容涉及数学、物理、化学、生命科学、社会科学、天文学、电气与电子学、计算机科学等领域。它们是：
- Elsevier西文期刊数据库
- SpringerLink西文科技期刊数据库
- Blackwell期刊全文数据库
- Willey InterScience期刊全文数据库
- AIP和APS美国物理协会电子期刊
- ACS美国化学协会全文期刊
- IEL美国电气与电子工程师学会和英国电气工程师学会数据库
- ACM美国计算机协会期刊
- Nature系列期刊全文数据库
- Cell Press电子期刊。
- 德温特专利全文库
- ProQuest美国和加拿大博士论文全文数据库

CSDL还链接Science网络期刊和提供4种网络免费全文科技期刊库。它们是DOAJ和FreeFullText，美国斯坦福大学图书馆的Highwire，医学和生命科学全文期刊BioMed。
CSDL提供11个文摘数据库，其中9个全院开通。它们是：
- EI工程文摘
- BIOSIS PREVIEW生物文摘
- INSPEC英国科学文摘
- CSA剑桥科学文摘
- PQDD B美国和加拿大博硕士论文文摘
- ISTP科技会议录文摘
- CCC期刊题录速报
- 德温特专利索引
- JCR期刊引证报告

同时，SCI科学引文索引，GEOREF地球科学文摘在部分研究所开通。

### 外文科学数据获取
CSDL为全院开通的电子工具书和丛书有：
- Beilstein/Gemlin（读音：贝尔斯登／盖墨林）化学事实数据库
- LB数值与事实工具书
- KNOVEL电子工具书系列
- Springer电子图书丛书。

### 中文科技期刊和电子图书获取
CSDL为全院开通维普中文科技期刊数据库、共收录1990年以来中国出版的9246种中文科技期刊，并设置北京和武汉两个镜像服务站点。CSDL开通方正电子图书库，包括电子图书近4万种，平均每年增加近2万种图书。